# Kazimierz Dynarski
Kazimierz Dynarski (ur. 11 kwietnia 1933 w Trzcianie koło Rzeszowa, zm. 12 lipca 1990 w Poznaniu) – ksiądz pallotyn, wieloletni redaktor wydawnictwa Pallottinum, redaktor odpowiedzialny I i III wydania Biblii Tysiąclecia.
Urodził się jako Kazimierz Józef Dynda, syn Jana Dyndy i Józefy z Pomianków. Nazwisko na Dynarski zmienił prawnie w roku 1965. Do nowicjatu Stowarzyszenia Apostolstwa Katolickiego (Pallotynów) wstąpił w 1949 r.
Święcenia kapłańskie przyjął 19 czerwca 1958 z rąk bp. Zygmunta Choromańskiego. Następnie studiował na KULu, pracował jako kapelan wojskowy (co po latach sam oceniał krytycznie). W latach 1969–1973 był proboszczem Parafii Wojskowej pw. Św. Katarzyny w Toruniu. W Pallottinum pracował w latach 1962-1967 i od 1974 do śmierci.
Oprócz Biblii Tysiąclecia redagował m.in. Mszał Rzymski dla diecezji polskich, Kodeks Prawa Kanonicznego, szereg komentarzy do Pisma św. z serii KUL, a także był redaktorem naczelnym "Communio". 
Zajmował się też przyuczaniem nowych redaktorów Wydawnictwa Pallottinum.
Schorowany ks. Kazimierz Dynarski zmarł 12 lipca 1990, jego pogrzeb odbył się 18 lipca.